# James Bond (seria powieści)
James Bond – seria powieści i opowiadań, zapoczątkowana w 1953 roku książką Casino Royale przez brytyjskiego pisarza Iana Fleminga. W sumie w latach 1953–1966 wydano dwanaście powieści i dwa zbiory opowiadań jego autorstwa (jedna powieść i jeden zbiór opowiadań zostały opublikowane po jego śmierci w 1964 roku). Akcja stworzonych przez Fleminga utworów rozgrywa się w latach 1951–1964, czyli we współczesnych mu czasach.
Od czasu śmierci Iana Fleminga tworzenie serii o Jamesie Bondzie kontynuowało wielu innych autorów. Niektóre z napisanych po jego śmierci książek były nowelizacjami filmów o Jamesie Bondzie wyprodukowanych przez EON Productions. Pierwszym autorem, który podjął się kontynuacji serii był Kingsley Amis, który pod pseudonimem Robert Markham napisał powieść Pułkownik Sun, jednak po jej wydaniu zrezygnował z dalszego tworzenia książek. Nie licząc dwóch nowelizacji filmów z lat 1977 i 1979 autorstwa Christophera Wooda, sytuacja ta spowodowała najdłuższą w historii serii, bo aż trzynastoletnią, przerwę w tworzeniu nowych powieści.
Dopiero w 1981 roku serię wznowił brytyjski pisarz John Gardner i w latach 1981–1996 napisał czternaście powieści i dwie nowelizacje filmów EON Productions. Po tym, gdy z powodu złego stanu zdrowia musiał zrezygnować z pisania kolejnych książek, jego miejsce zajął amerykański pisarz Raymond Benson. W latach 1997–2002 napisał on sześć powieści, trzy nowelizacje filmów i trzy opowiadania (jako jedyny autor po śmierci Fleminga). Po jego odejściu upłynęło sześć lat, zanim 28 maja 2008 roku, w setną rocznicę urodzin Iana Fleminga, ukazała się kolejna powieść pt. Piekło poczeka, autorstwa Sebastiana Faulksa. Następnie w latach 2011 i 2013 swoje książki wydali kolejno Jeffery Deaver i William Boyd. Dwie najnowsze powieści, które ukazały się w 2015 i 2018 roku, są dziełem obecnego twórcy książek o Jamesie Bondzie – Anthony’ego Horowitza.

## Dzieła Iana Fleminga
Ian Fleming stworzył postać Jamesa Bonda w lutym 1952 roku, podczas wakacji w swej jamajskiej posiadłości zwanej Goldeneye. Nazwisko agenta 007 zapożyczył od amerykańskiego ornitologa Jamesa Bonda, autora książki Birds of the West Indies (Ptaki Indii Zachodnich), którą posługiwał się – jako ornitolog hobbysta – podczas pobytu w swej willi na Jamajce. W napisanym później liście do żony prawdziwego Bonda stwierdził: "Uderzyło mnie, że to krótkie, nieromantyczne, anglosaskie i do tego bardzo męskie nazwisko było tym, czego potrzebowałem. I tak narodził się drugi James Bond".
Po napisaniu pierwszej powieści zatytułowanej Casino Royale, Fleming dał rękopis do przeczytania poecie i swemu przyjacielowi, Williamowi Plomerowi. Tekst spodobał się mu na tyle, że przesłał jego kopię znanemu wydawcy – Jonathanowi Cape’owi, który pomimo pewnych zastrzeżeń zdecydował się na publikację książki, również ze względu na szacunek, jakim darzył starszego brata Iana, Petera Fleminga, znanego pisarza powieści podróżniczych, którego książki wydawał już od wielu lat.

### Powieści
| Tytuł polski                           | Tytuł oryginalny                | Data premiery    | Data premiery w Polsce                                 |        |
| -------------------------------------- | ------------------------------- | ---------------- | ------------------------------------------------------ | ------ |
| Casino Royale                          | Casino Royale                   | 13 kwietnia 1953 | 1990 (jako Sam chciałeś te karty, czyli Casino Royale) | [ 2 ]  |
| Żyj i pozwól umrzeć                    | Live and Let Die                | 5 kwietnia 1954  | 1991                                                   | [ 3 ]  |
| Moonraker                              | Moonraker                       | 5 kwietnia 1955  | 2008                                                   | [ 4 ]  |
| Diamenty są wieczne                    | Diamonds Are Forever            | 26 marca 1956    | 1988                                                   | [ 5 ]  |
| Pozdrowienia z Rosji                   | From Russia, with Love          | 8 kwietnia 1957  | 1990                                                   | [ 6 ]  |
| Doktor No                              | Dr. No                          | 31 marca 1958    | 1989                                                   | [ 7 ]  |
| Goldfinger                             | Goldfinger                      | 23 marca 1959    | 1990                                                   | [ 8 ]  |
| Operacja Piorun                        | Thunderball                     | 27 marca 1961    | 2008                                                   | [ 9 ]  |
| Szpieg, który mnie kochał              | The Spy Who Loved Me            | 16 kwietnia 1962 | 2003 (jako Moja miłość to agent)                       | [ 10 ] |
| W tajnej służbie Jej Królewskiej Mości | On Her Majesty’s Secret Service | 1 kwietnia 1963  | 1994                                                   | [ 11 ] |
| Żyje się tylko dwa razy                | You Only Live Twice             | 16 marca 1964    | 2003 (jako Żyjesz tylko dwa razy)                      | [ 12 ] |
| Człowiek ze złotym pistoletem          | The Man with the Golden Gun     | 1 kwietnia 1965  | 1992                                                   | [ 13 ] |

### Zbiory opowiadań
| Tytuł polski          | Tytuł oryginalny                   | Polskie tytuły opowiadań | Oryginalne tytuły opowiadań | Data premiery    | Data premiery w Polsce |        |
| --------------------- | ---------------------------------- | ------------------------ | --------------------------- | ---------------- | ---------------------- | ------ |
| Tylko dla twoich oczu | For Your Eyes Only                 | W perspektywie mordu     | From a View to a Kill       | 11 kwietnia 1960 | 2008                   | [ 14 ] |
| Tylko dla twoich oczu | For Your Eyes Only                 | Ściśle tajne             | For Your Eyes Only          | 11 kwietnia 1960 | 2008                   | [ 14 ] |
| Tylko dla twoich oczu | For Your Eyes Only                 | Wskaźnik ukojenia        | Quantum of Solace           | 11 kwietnia 1960 | 2008                   | [ 14 ] |
| Tylko dla twoich oczu | For Your Eyes Only                 | Ryzyko                   | Risico                      | 11 kwietnia 1960 | 2008                   | [ 14 ] |
| Tylko dla twoich oczu | For Your Eyes Only                 | Specjał Hildebranda      | The Hildebrand Rarity       | 11 kwietnia 1960 | 2008                   | [ 14 ] |
| Ośmiorniczka          | Octopussy and The Living Daylights | Ośmiorniczka             | Octopussy                   | 23 czerwca 1966  | 2008                   | [ 15 ] |
| Ośmiorniczka          | Octopussy and The Living Daylights | Własność pewnej damy     | The Property of a Lady      | 23 czerwca 1966  | 2008                   | [ 15 ] |
| Ośmiorniczka          | Octopussy and The Living Daylights | W obliczu śmierci        | The Living Daylights        | 23 czerwca 1966  | 2008                   | [ 15 ] |
| Ośmiorniczka          | Octopussy and The Living Daylights | 007 w Nowym Jorku        | 007 in New York             | 23 czerwca 1966  | 2008                   | [ 15 ] |

## Dzieła pozostałych autorów

### Kingsley Amis(jako Robert Markham)

#### Powieści
| Tytuł polski  | Tytuł oryginalny | Data premiery | Data premiery w Polsce |        |
| ------------- | ---------------- | ------------- | ---------------------- | ------ |
| Pułkownik Sun | Colonel Sun      | 28 marca 1968 | 1996                   | [ 16 ] |

### Christopher Wood

#### Nowelizacje filmów

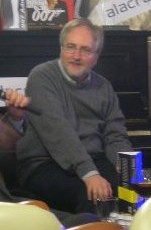
Raymond Benson

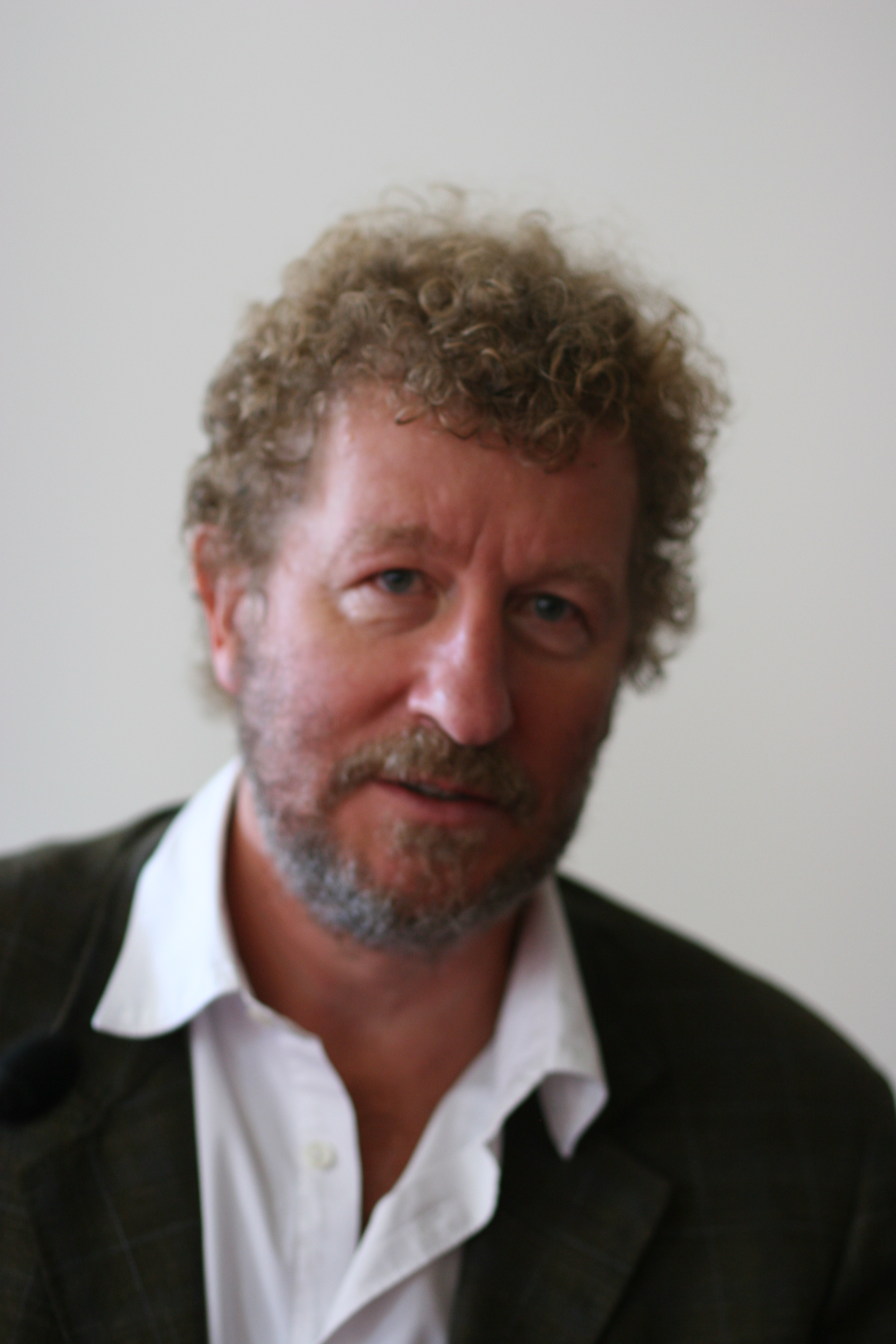
Sebastian Faulks

| Tytuł polski | Tytuł oryginalny                 | Data premiery | Data premiery w Polsce | Uwagi                                              |
| ------------ | -------------------------------- | ------------- | ---------------------- | -------------------------------------------------- |
| –            | James Bond, The Spy Who Loved Me | 1977          | nie wydana             | Nowelizacja filmu Szpieg, który mnie kochał (1977) |
| –            | James Bond and Moonraker         | 1979          | nie wydana             | Nowelizacja filmu Moonraker (1979)                 |

### John Gardner

#### Powieści
| Tytuł polski | Tytuł oryginalny        | Data premiery | Data premiery w Polsce |        |
| ------------ | ----------------------- | ------------- | ---------------------- | ------ |
| –            | Licence Renewed         | 1981          | nie wydana             | [ 17 ] |
| –            | For Special Services    | 1982          | nie wydana             | [ 18 ] |
| –            | Icebreaker              | 1983          | nie wydana             | [ 19 ] |
| –            | Role of Honour          | 1984          | nie wydana             | [ 20 ] |
| –            | Nobody Lives for Ever   | 1986          | nie wydana             | [ 21 ] |
| –            | No Deals, Mr. Bond      | 1987          | nie wydana             | [ 22 ] |
| –            | Scorpius                | 1988          | nie wydana             | [ 23 ] |
| –            | Win, Lose or Die        | 1989          | nie wydana             | [ 24 ] |
| –            | Brokenclaw              | 1990          | nie wydana             | [ 25 ] |
| –            | The Man from Barbarossa | 1991          | nie wydana             | [ 26 ] |
| –            | Death is Forever        | 1992          | nie wydana             | [ 27 ] |
| –            | Never Send Flowers      | 1993          | nie wydana             | [ 28 ] |
| –            | SeaFire                 | 1994          | nie wydana             | [ 29 ] |
| –            | Cold                    | 1996          | nie wydana             | [ 30 ] |

#### Nowelizacje filmów
| Tytuł polski | Tytuł oryginalny | Data premiery | Data premiery w Polsce | Uwagi                                          |        |
| ------------ | ---------------- | ------------- | ---------------------- | ---------------------------------------------- | ------ |
| –            | Licence to Kill  | 1989          | nie wydana             | Nowelizacja filmu Licencja na zabijanie (1989) | [ 31 ] |
| GoldenEye    | GoldenEye        | 1995          | 1996                   | Nowelizacja filmu GoldenEye (1995)             | [ 32 ] |

### Raymond Benson

#### Powieści
| Tytuł polski | Tytuł oryginalny            | Data premiery | Data premiery w Polsce |        |
| ------------ | --------------------------- | ------------- | ---------------------- | ------ |
| –            | Zero Minus Ten              | 1997          | nie wydana             | [ 33 ] |
| –            | The Facts of Death          | 1998          | nie wydana             | [ 34 ] |
| –            | High Time to Kill           | 1999          | nie wydana             | [ 35 ] |
| –            | DoubleShot                  | 2000          | nie wydana             | [ 36 ] |
| –            | Never Dream of Dying        | 2001          | nie wydana             | [ 37 ] |
| –            | The Man with the Red Tattoo | 2002          | nie wydana             | [ 38 ] |

#### Opowiadania

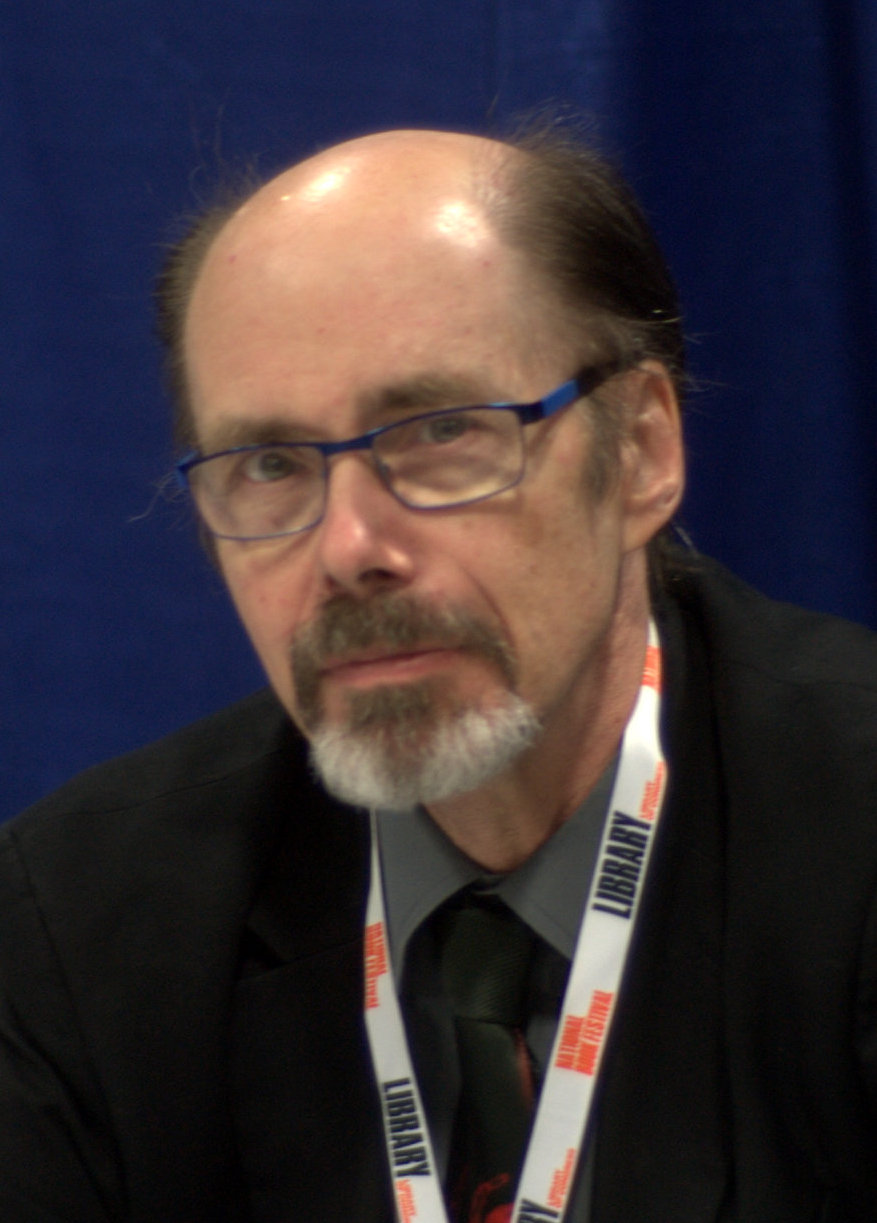
Jeffery Deaver

| Tytuł polski | Tytuł oryginalny       | Data premiery | Data premiery w Polsce |
| ------------ | ---------------------- | ------------- | ---------------------- |
| –            | Blast From the Past    | 1997          | nie wydane             |
| –            | Midsummer Night’s Doom | 1999          | nie wydane             |
| –            | Live at Five           | 1999          | nie wydane             |

#### Nowelizacje filmów
| Tytuł polski           | Tytuł oryginalny        | Data premiery | Data premiery w Polsce | Uwagi                                           |
| ---------------------- | ----------------------- | ------------- | ---------------------- | ----------------------------------------------- |
| Jutro nie umiera nigdy | Tomorrow Never Dies     | 1997          | 1997                   | Nowelizacja filmu Jutro nie umiera nigdy (1997) |
| Świat to za mało       | The World Is Not Enough | 1999          | 2000                   | Nowelizacja filmu Świat to za mało (1999)       |
| –                      | Die Another Day         | 2002          | nie wydana             | Nowelizacja filmu Śmierć nadejdzie jutro (2002) |

### Sebastian Faulks

#### Powieści
| Tytuł polski   | Tytuł oryginalny | Data premiery | Data premiery w Polsce |        |
| -------------- | ---------------- | ------------- | ---------------------- | ------ |
| Piekło poczeka | Devil May Care   | 28 maja 2008  | 2008                   | [ 39 ] |

### Jeffery Deaver

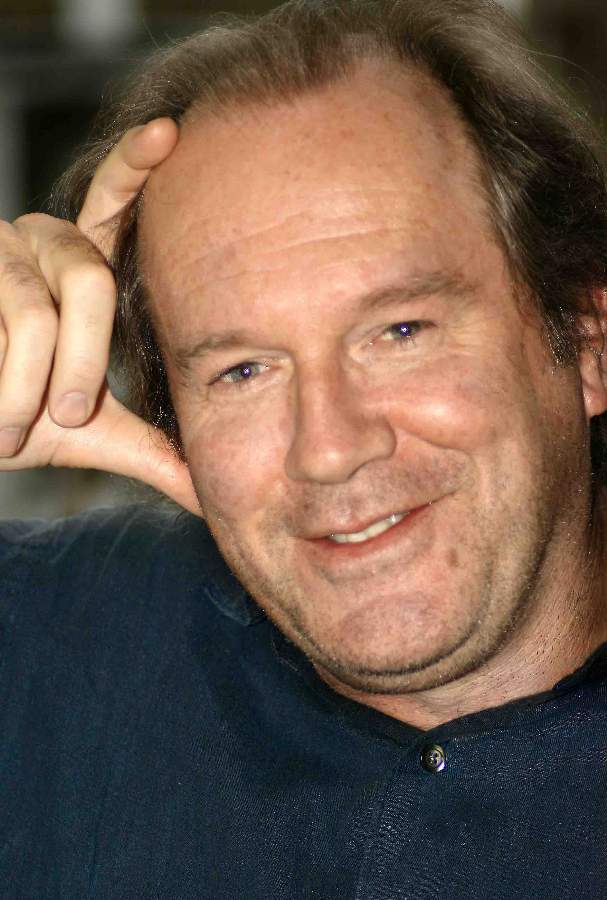
William Boyd

#### Powieści
| Tytuł polski  | Tytuł oryginalny | Data premiery | Data premiery w Polsce |        |
| ------------- | ---------------- | ------------- | ---------------------- | ------ |
| Carte Blanche | Carte Blanche    | 26 maja 2011  | 2012                   | [ 40 ] |

### William Boyd

#### Powieści
| Tytuł polski | Tytuł oryginalny | Data premiery    | Data premiery w Polsce |        |
| ------------ | ---------------- | ---------------- | ---------------------- | ------ |
| Solo         | Solo             | 26 września 2013 | 2013                   | [ 41 ] |

### Anthony Horowitz

#### Powieści
| Tytuł polski    | Tytuł oryginalny    | Data premiery   | Data premiery w Polsce |        |
| --------------- | ------------------- | --------------- | ---------------------- | ------ |
| Cyngiel śmierci | Trigger Mortis      | 8 września 2015 | 2015                   | [ 42 ] |
| –               | Forever and a Day   | 31 maja 2018    | nie wydana             | [ 43 ] |
| –               | With a Mind to Kill | 17 maja 2022    | nie wydana             | [ 44 ] |